# Boone Township (comté de Dallas, Iowa)
Pour les articles homonymes, voir Boone Township.
Boone Township est un township, du comté de Dallas en Iowa, aux États-Unis,.

## Source de la traduction
- (en) Cet article est partiellement ou en totalité issu de l’article de Wikipédia en anglais intitulé « Boone Township, Dallas County, Iowa » (voir la liste des auteurs).